# كمشتشة (عليا أردستان)
کمشتشة (بالفارسية: کمشچه) هي منطقة سكنية تقع في إيران في أصفهان. يقدر عدد سكانها بـ 63 نسمة .